# Umaru Yar’Adua

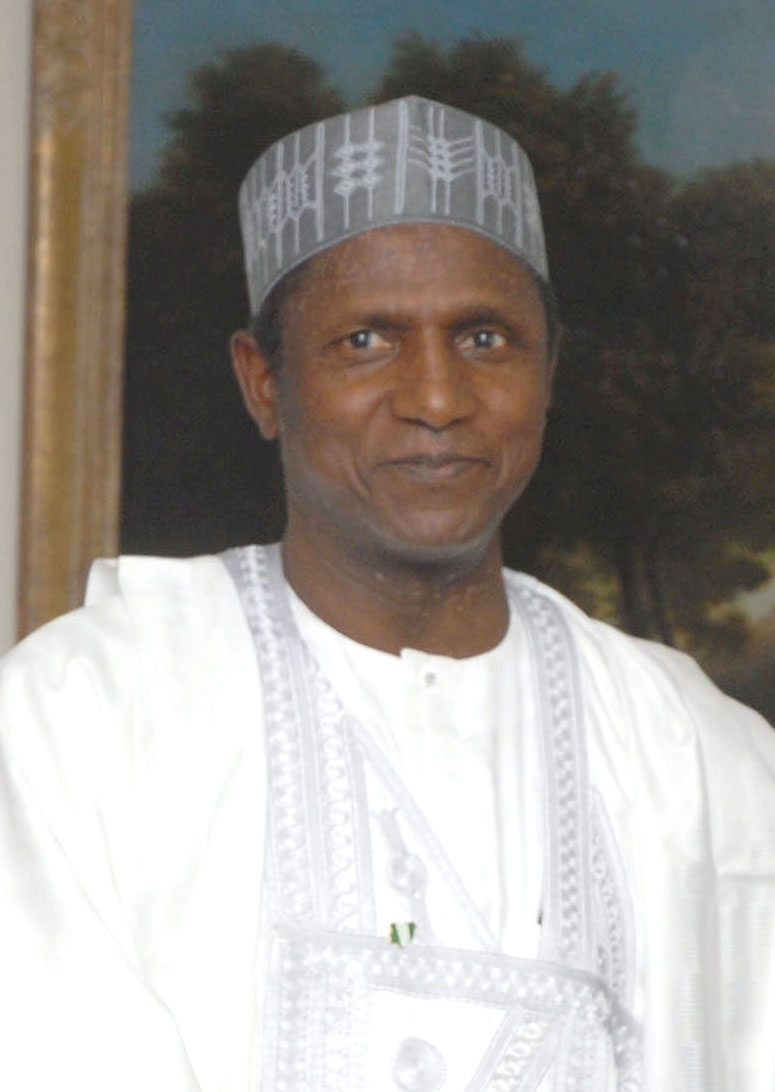
Umaru Yar’Adua

Umaru Musa Yar’Adua (* 16. August 1951 in Katsina; † 5. Mai 2010 in Abuja) war ein nigerianischer Politiker und von 2007 bis 2010 Staatspräsident Nigerias.

## Leben
Umaru Yar’Adua entstammte einer bekannten Fulbe-Familie aus Nordnigeria. Sein Vater, Musa Yar’Adua, war zur Zeit nach der Unabhängigkeit Minister für die damalige Hauptstadt Lagos und bekleidete auch das Ehrenamt des Schatzmeisters (Mutawallen) von Katsina. Umaru Yar’Aduas Bruder, General Shehu Musa Yar’Adua, der unter der Militärdiktatur Sani Abachas verurteilt wurde und 1997 im Gefängnis verstarb, war von 1976 bis 1979 Vizepräsident und vor seiner Inhaftierung einer der reichsten Nigerianer.
Yar’Adua studierte ab 1972 Chemie an der Ahmadu Bello University in Zaria und arbeitete danach zwei Jahre lang als Lehrer an einer Hochschule in Lagos. Von 1976 bis 1983 lehrte er als Dozent in Zaria, später an einem Polytechnikum in seiner Geburtsstadt Katsina. Ab 1983 zog sich Yar’Adua aus dem akademischen Umfeld zurück, übernahm die Leitung privater Unternehmen und nahm verschiedene Verwaltungsratsmandate an.

## Politischer Werdegang

### Frühe politische Aktivitäten
In den 1970er Jahren war Umaru Yar’Adua Mitglied der progressiven People’s Redemption Party, der auch der Schriftsteller Chinua Achebe angehörte. Bereits im Jahr 1991 kandidierte er als Mitglied der heute nicht mehr bestehenden Social Democratic Party für das Amt des Gouverneurs des Bundesstaates Katsina, verlor in der umstrittenen Wahl aber gegen Sa’idu Barda. Nach dem Tod des Militärdiktators Sani Abacha im Jahr 1998 und der 1999 folgenden Aufhebung des Parteienverbots gründete Yar’Adua die politische Gruppierung „K34“, die sich später der Regierungspartei People’s Democratic Party (PDP) anschloss.

### Gouverneur
Im Jahr 1999 kandidierte Umaru Yar’Adua erneut für das Gouverneursamt, diesmal als Kandidat der PDP, und gewann die Wahl. Im Jahr 2003 wurde er wiedergewählt.
In in- und ausländischen Medien wurde Umaru Yar’Adua als vorsichtiger und zurückhaltender Gouverneur beschrieben. Yar’Adua legte den Wählern vor den Wahlen 1999 und 2003 seine Vermögensverhältnisse offen. Es gibt zahlreiche Anekdoten über Yar’Adua, die von seiner angeblichen Bescheidenheit und Unbestechlichkeit zeugen sollen. Zudem war Yar’Adua einer der wenigen Gouverneure der Wahlperiode 2003–2007, gegen die die Korruptionsbehörde Economic and Financial Crimes Commission nicht ermittelte.
In Umaru Yar’Aduas Amtszeit fiel die Verurteilung von Amina Lawal nach der Einführung der Schari’a im vorwiegend muslimischen Bundesstaat Katsina, die wegen Ehebruchs zu Tode gesteinigt werden sollte. Obwohl Lawals Fall internationales Aufsehen erregte, setzte sich Yar’Adua nicht für sie ein. Allerdings wäre zu diesem Zeitpunkt eine Einmischung aufgrund der Verfassung Nigerias, welche die Gewaltenteilung von Legislative, Exekutive und Judikative vorsieht, auch nicht relevant gewesen, da der Rechtsweg (zum Verfassungsgericht der Bundesrepublik Nigeria) noch nicht ausgeschöpft war. Das Urteil wurde dann auch schon in unterer Instanz aufgehoben. Ferner sei erwähnt, dass Teile der Schari’a schon während der Kolonialzeit Großbritanniens im Norden Nigerias angewandt wurden (z. B. im Familienrecht) und lediglich das Strafrecht der Schari’a im Bundesstaat Katsina neu eingeführt worden war. Die allgemeine Rechtsmeinung war jedoch, dass das Schari’a-Strafrecht mit der Bundesverfassung unvereinbar sei und jedes Urteil spätestens vom Bundesverfassungsgericht „kassiert“ worden wäre.

### Präsidentschaftswahlen
Im Dezember 2006 wurde Umaru Yar’Adua aus 20 Kandidaten zum Präsidentschaftskandidaten der PDP für die Wahlen im April 2007 gewählt. Obwohl er ursprünglich nicht als aussichtsreichster Kandidat galt, erhielt Yar’Adua, der vom scheidenden Präsidenten Olusegun Obasanjo unterstützt wurde, 3.024 Stimmen der Parteidelegierten, während sein größter Gegner Rochas Okorocha nur 372 Stimmen erhielt. Als Vizekandidat wählte er Goodluck Jonathan, den Gouverneur von Bayelsa. Die beiden Kandidaten der PDP vertraten damit sowohl den muslimischen Norden als auch, durch Goodluck Jonathan, den christlichen Süden (Nigerdelta). Die Gründe für die Unterstützung durch Obasanjo lagen wahrscheinlich darin, dass Yar’Adua einer der wenigen nigerianischen Gouverneure war, die nicht der Korruption bezichtigt wurden. Nach weitverbreiteter Meinung stellte Yar’Adua aber eher einen „Strohmann“ für Obasanjo dar, der nach zwei Amtszeiten nicht mehr gewählt werden konnte.
Am 23. April 2007 erklärte die nigerianische Wahlkommission Umaru Yar’Adua mit offiziellen 70 % der Stimmen zum Sieger der Wahl. Manipulationsvorwürfe seitens der Opposition und Forderungen nach einer Annullierung der Wahlen wies Yar’Adua zurück. Er lud seine politischen Gegner dazu ein, sich an einer Regierung der nationalen Einheit zu beteiligen. Yar’Adua trat sein Amt am 29. Mai 2007 an. 
Yar’Adua, der bereits seit mehreren Jahren am Churg-Strauss-Syndrom litt, erkrankte im November 2009 an Perikarditis (Herzbeutelentzündung) und befand sich seitdem zur Behandlung in Saudi-Arabien. Am 22. Januar 2010 beauftragte der Oberste Gerichtshof Nigerias den Kongress, binnen 14 Tagen zu entscheiden, ob Adua weiterhin amtsfähig sei, da er sich regelmäßig in ärztliche Behandlung begeben musste. Vizepräsident Goodluck Jonathan wurde zum geschäftsführenden Präsidenten ernannt, um die Zeit des Machtvakuums zu überbrücken. Informationsministerin Dora Akunyili hatte sich trotz des heftigen Widerstandes im Parlament für die Ernennung Jonathans starkgemacht. Am 24. Februar 2010 kehrte Umaru Yar’Adua von der Behandlung nach Nigeria zurück. Am 5. Mai 2010 verstarb er in seiner Präsidentenvilla.

## Familiäres
Umaru Yar’Adua war verheiratet und hatte vier Kinder.